# Рейтан (герб)
Рейтан (пол. Rejtan, Reytan Rejtan, Reytan) - шляхетський герб німецького походження. 

## Походження
Відповідно до опису Юліуша Островського, герб належав німецькому роду Рейтан (нім. Reithein, Reuten Reithein, Reuten), представники якого «близько 1660 року осіли в Прусії, Мазовії і Литві». 

## Опис
В червоному полі - на срібному коні вершник озброєний зі списом, вперед спрямованим. У клейноді піврицаря збройного зі списом вниз опущеним в правиці, лівицею на стегно спиртою. Намет червоний, підбитий сріблом.Оригінальний текст (пол.)
W polu czerwonym – na siwym koniu jeździec zbrojny z kopią naprzód wymierzoną. Nad hełmem w koronie – pół rycerza zbrojnego z kopią na dół żeleźcem w prawej, z lewą na biodrze opartą. Labry czerwone podbite srebrem.
— Juliusz Ostrowski: Księga herbowa rodów polskich, T.2
 В описі герба в Гербовника Северина Уруського зазначено, що лицар, як на щиті, так і над шоломом в короні, тримає в кожній руці по спису з прапором. 

## Роди — носії герба
Рейтан (Rejtan), Рейтен (Rejten), Реутан (Reytan), Реутен (Reyten).  

## Відомі представники
Тадеуш Рейтан (1740-1780) - депутат Сейму Речі Посполитої (1773 р ). 